# Grand griffon vendéen
De Grand Griffon Vendéen is een hondenras dat afkomstig is uit Frankrijk. Het is een jachthond, die vooral gebruikt wordt voor de meutejacht; het opjagen van everzwijnen en reeën. Echter ook als hond van een solitaire jager zal hij zijn diensten bewijzen. De Grand Griffon Vendéen is eventueel geschikt als gezinshond, als men hem de aandacht en de ruimte kan geven.

## Uiterlijk
Een volwassen Grand Griffon Vendéen is 60 tot 68 centimeter hoog. Daarmee is hij de grootste van de vier Griffons Vendéen. De Briquet Griffon Vendéen is rond de 50 cm, de Grand Basset Griffon Vendéen is rond de 40 cm en de Petit Basset Griffon Vendéen is rond de 35 cm hoog. 
De vacht is vaak blond in meerdere - of mindere mate gevlekt met rood, bruin of grijs. De haren worden niet langer dan een goede 10 cm en vormen subtiele draids. 
De staart is dun en recht, wordt recht gedragen en wordt een sabelstaart genoemd, niet in de laatste plaats vanwege zijn grote kracht. 
De ogen zijn groot en donker, de oren groot en hangend.

## Aard
Het is een intelligente, snelle maar soms wat onstuimige hond.